# Wasyl Stankowycz
Wasyl Wasylowycz Stankowycz (ukr. Василь Васильович Станкович, ros. Василий Васильевич Станкович, Wasilij Wasiljewicz Stankowicz; ur. 25 kwietnia 1946 w Irszawie) – ukraiński florecista reprezentujący ZSRR, dwukrotny medalista olimpijski i wielokrotny medalista mistrzostw świata.
Na igrzyskach olimpijskich w Meksyku w 1968 roku reprezentacja ZSRR w składzie: Jurij Sisikin, Wiktor Putiatin, Wasyl Stankowycz, Jurij Szarow i Gierman Swiesznikow zdobyła drużynowo srebrny medal. W zawodach indywidualnych zajął dziewiąte miejsce. Na rozgrywanych cztery lata później igrzyskach olimpijskich w Monachium wspólnie z Władimirem Dienisowem, Anatolijem Kotieszewem, Leonidem Romanowem i Wiktorem Putiatinem zdobył kolejny srebrny medal. Indywidualnie odpadł w ćwierćfinałach. Brał też udział w igrzyskach olimpijskich w Montrealu w 1976 roku, zajmując czwarte miejsce indywidualnie i drużynowo. W turnieju indywidualnym, w rundzie finałowej wygrał dwie z pięciu walk, przegrywając rywalizację o medal z Francuzem Bernardem Talvardem. Wystartował tam także w szpadzie drużynowej, zajmując piąte miejsce.
Podczas mistrzostw świata w Hawanie w 1969 roku wywalczył srebrny medal w zawodach indywidualnym, plasując się za Friedrichem Wesselem z RFN. Na tej samej imprezie razem z Putiatinem, Szarowem, Romanowem i Swiesznikowem zdobył złoty medal w zawodach drużynowych. W konkurencji tej zdobywał też złote medale na mistrzostwach świata w Ankarze (1970), mistrzostwach świata w Göteborgu (1973) i mistrzostwach świata w Grenoble (1974), srebrny na mistrzostwach świata w Budapeszcie (1975) oraz brązowy na mistrzostwach świata w Wiedniu (1971). Ponadto w 1971 roku zdobył również złoty medal w turnieju indywidualnym.
W latach 1968, 1970 i 1971 był indywidualnym mistrzem ZSRR. Po zakończeniu kariery został trenerem. Mieszka w stanie New Jersey, gdzie prowadzi szkołę szermierki.